# بک دو لا مونتائو
بک دو لا مونتائو (به لاتین: Bec de la Montau) یک کوه در سوئیس است که در کانتون وله واقع شده‌است. بک دو لا مونتائو ۲٬۹۲۲ متر بالاتر از سطح دریا واقع شده‌است.